# Utöarna

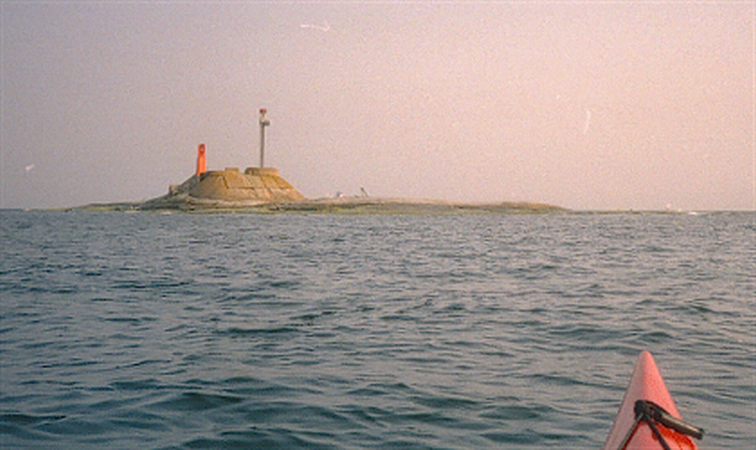
Gråskärsbådan utanför Helsingfors

Utöarna (finska Ulkosaaret) är den yttre skärgårdsdelen i Helsingfors stad. Administrativt sett utgör Utöarna stadsdel nummer 53. Detta har främst betydelse för hur fastigheter i området är registrerade. Delområden är Västra holmarna, Östra holmarna och Territorialhavet. Det finns 21 fasta invånare i stadsdelen; de flesta är i försvarsmaktens tjänst. Dessutom finns det beväringar stationerade på vissa öar. Utöarna är totalt 2,36 kvadratkilometer stora. 
För stadsborna är främst Rönnskär känt, medan en stor del av öarna är i militärt bruk, till exempel Melkö, Stora Enskär, Torra Mjölö och Mjölö och har därmed landstigningsförbud. På många av de mindre öarna och skären kan man ändå landstiga, men vissa har landstigningsförbud en del av året på grund av naturskydd, och då främst under fåglarnas häckning.